# Hugh Jones (Tennisspieler)
Hugh McKittrick Jones (* 10. November 1880 in St. Louis, Missouri; † 1. Mai 1960 in Madison (Wisconsin), Wisconsin) war ein US-amerikanischer Tennisspieler.

## Biografie
Jones nahm an den Olympischen Sommerspielen 1904 in St. Louis am Tenniswettbewerb teil. Im Einzel gewann er nach einem Freilos zum Auftakt gegen Andrew Drew mit 6:4, 6:1, ehe er im Achtelfinale an Semp Russ scheiterte, der ihn mit 6:1, 6:2 besiegte. Im Doppel trat er mit Harold Kauffman ebenfalls an. Die beiden gewann ihre erste Partie gegen Frederick Semple und George Stadel. In der zweiten Runde schieden sie gegen Joseph Wear und Allen West aus. Über Olympia hinaus taucht Jones nur noch 1897 auf der  Meldeliste der US Open auf, wo er jedoch vor seinem ersten Match zurückzog. In seiner Heimat war er zudem als recht guter Golfer bekannt.